# Sitampurung (Siborong-Borong)
Sitampurung is een bestuurslaag in het regentschap Tapanuli Utara van de provincie Noord-Sumatra, Indonesië. Sitampurung telt 2109 inwoners (volkstelling 2010).